# Вулиця Байбулатова (Мелітополь)
Вулиця Байбулатова (також Вулиця Бейбулатова) — вулиця у місті Мелітополь. Йде від Університетської вулиці до вулиці Героїв України.

## Назва
Вулиця названа на честь Героя Радянського Союзу Ірбайхана Адилхановича Байбулатова, який загинув у Німецько-Радянській війні, звільняючи Мелітополь від німецької окупації.

## Історія
Вулиця згадується 25 жовтня 1923 року як Ремеслений провулок.
15 квітня 1965 року перейменована на вулицю Байбулатова. На вулиці встановлено меморіальну дошку Байбулатову.

## Об'єкти
- Ліцей № 5